# جون كولب
جون كولب (بالإنجليزية: Jon Kolb)‏ هو لاعب كرة قدم أمريكية أمريكي، ولد في 30 أغسطس 1947 في بونكا سيتي في الولايات المتحدة.

## وصلات خارجية
- جون كولب على موقع مرجع كرة القدم المحترفة.كوم (الإنجليزية)